# 미쓰역
미쓰역(일본어: 三津駅)은 일본 에히메현 마쓰야마시에 위치한 이요 철도 다카하마 선의 철도역이다. 역 번호는 IY 04이며, 단선 · 섬식의 형태를 합친 2면 3선 구조의 복합 승강장을 갖춘 지상역이다.

## 타는 곳
| 1 | ■ 다카하마 선 | 하행      | 다카하마 · (마쓰야마 관광항) 방면 |                                         |
| 2 | ■ 다카하마 선 | 상행      | 기누야마 · (마쓰야마시) 방면      |                                         |
| 3 | ■ 다카하마 선 | 하차 전용 | 하차 전용                         | 미쓰하마 불꽃 대회 등으로 임시 사용 됨. |

## 이용 현황
- 1998년도 : 2,700
- 2007년도 : 1,900

## 역 주변
- JR 시코쿠 요산선 미쓰하마역
- 미쓰하마 항
- 마쓰야마 시청 미쓰하마 지소
- 마쓰야마 시립 미쓰하마 도서관
- 마쓰야마 시 미쓰하마 공민관

## 인접 역
| 이요 철도 다카하마 선                 | 이요 철도 다카하마 선 | 이요 철도 다카하마 선          |
| ------------------------------------- | --------------------- | ------------------------------ |
| IY 03 미나토야마 마쓰야마 관광항 방면 | ■ 다카하마 선         | 야마니시 IY 05 마쓰야마시 방면 |